# Równość wyborów
Zasada równości wyborów – jedna z podstawowych zasad prawa wyborczego (nazywanych też przymiotnikami wyborczymi) w państwie demokratycznym. Równość wyborów interpretuje się w dwóch aspektach – formalnym i materialnym.
Równość w znaczeniu formalnym powinna realizować się przez zapewnienie wyborcom oddania jednakowej ilości głosów w wyborach oraz umożliwienie uczestnictwa w głosowaniu na takich samych zasadach. Wyklucza to istnienie sytuacji, w której jednemu wyborcy przypadałaby większa liczba głosów niż innym (wybory pluralne) lub jeden wyborca może głosować w imieniu innych (dawna hiszpańska zasada przewidywała oddawanie przez głowę rodziny głosów przysługujących wszystkim jej pełnoprawnym członkom). Oznacza ona również konkretne wymogi w stosunku do osób podlegających biernemu prawu wyborczemu takim jak zebranie odpowiedniej liczby podpisów z poparciem niezbędnych do rejestracji czy też ściśle określone zasady prowadzenia kampanii wyborczej. Równe traktowanie kandydatów powinno przejawiać się w ustalonym, takim samym dla wszystkich korzystaniu z praw, w tym dostępu do mediów publicznych. Należy jednak zauważyć, że we współczesnym świecie kandydaci startują jako przedstawiciele partii lub ugrupowań, a między tymi organizacjami nie ma zastosowania bezwzględna zasada równości, można tu mówić wyłącznie o tzw. zasadzie proporcjonalnej równości szans. 
Zasada równości nie oznacza traktowania wszystkich jednakowo. Powinna być regułą pozwalającą stosować prawo w podobny sposób wobec obywateli ale tak aby ich uczestnictwo w wyborach odbywało się na optymalnie zbliżonych zasadach. Stwarzanie preferencyjnych warunków mniejszościom narodowym zamieszkujących na terenie państwa demokratycznego nie stanowi pogwałcenia zasady równości. Wręcz przeciwnie – ma stanowić jej rozszerzenie przez zapewnienie obywatelom państwa innego pochodzenia narodowego realizacji ich postulatów w podobnym stopniu co postulaty własnych obywateli.
Materialna równość to jednakowa dla każdego wyborcy siła głosu. Oznacza to, że głos każdego wyborcy powinien przynosić tożsamy skutek dla wyników wyborów. W przypadku wyborów parlamentarnych zasada równości realizowana jest poprzez przyjęcie ustalonego kształtu i rozmiaru okręgów wyborczych oraz określenie, w przypadku wyborów proporcjonalnych, metody ustalania wyników wyborów.

## Realizacja zasady równości w Polsce
Realizacja zasady formalnej równości w polskim prawie wyborczym opiera się na art. 32 Konstytucji RP oraz obejmuje zakazem dyskryminacji przez władze publiczne wszystkich osób, bez względu na „jakąkolwiek przyczynę”. Art. 96 ust. 2 Konstytucji RP stwierdza natomiast, że wybory do Sejmu RP są równe. Zasada równości zapewnia każdemu obywatelowi korzystanie z biernego i czynnego prawa wyborczego na tych samych zasadach.
Ordynacja wyborcza z 12 kwietnia 2001 r. przewiduje w art. 2, że każdy uprawniony do głosowania może głosować w danych wyborach tylko raz. 
Polskie prawo wyborcze wzorem innych państw demokratycznych zapewnia uprzywilejowaną pozycję komitetom wyborczym mniejszości narodowych, poprzez zwolnienie ich z wymogu przekroczenia klauzul zaporowych.   
W celu realizacji zasady materialnej równości w wyborach do Sejmu, w związku z określoną konstytucyjnie liczbą 460 posłów, określono zasadę iż liczba mandatów w danym okręgu wyborczym zależy od liczby jego mieszkańców. Art. 137 ust.1 ordynacji wyborczej z 2001 r. ustanawia jednolitą normę przedstawicielstwa obliczoną jako iloraz wszystkich mieszkańców przez ustawowo określona liczbę posłów, a wskaźnik ten pozwala na ustalenie ilości mandatów przypadający na poszczególny okręg wyborczy przez podzielenie liczby mieszkańców tego okręgu przez jednolita normę przedstawicielstwa. 
W wyborach do Senatu RP dopiero aktualnie obowiązująca ordynacja wyborcza z 2001 r. wprowadziła jednolitą wojewódzką normę przedstawicielstwa tak aby przybliżyć wybory do Senatu do materialnej zasady równości. Należy jednak zakładać, że w przypadku Senatu realizowany jest wyłącznie formalny aspekt tej zasady.